# Cividale del Friuli

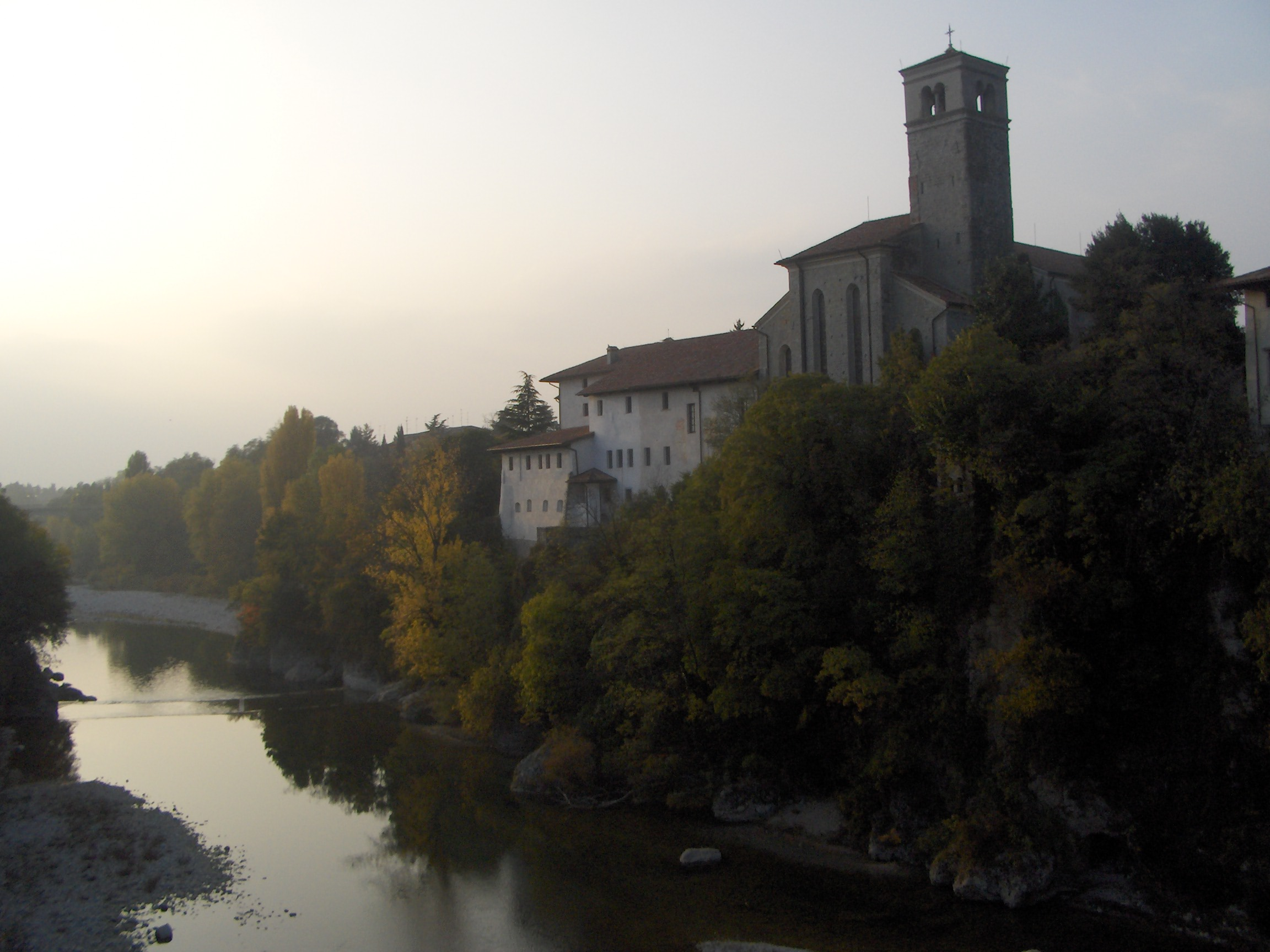
El río Natisone desde el Puente del Diablo.

Cividale del Friuli (Cividât en friulano, también oficial en los topónimos, Östrich en alemán, Čedad en esloveno) es una ciudad ubicada en la provincia de Údine, en la región autónoma de Friul-Venecia Julia. Se encuentra junto al río Natisone, próxima a la frontera de Eslovenia. En época romana y, sobre todo, durante la Alta Edad Media, fue una ciudad importante en la región. Cuenta con una población estimada de 11 515 habitantes.[cita requerida]
El Templete lombardo y el Complejo episcopal, que incluye los restos del Palacio patriarcal, son parte de un grupo de siete sitios conocidos como «Centros de poder de los longobardos en Italia (568-774 d.C.)», declarado Patrimonio de la Humanidad por la UNESCO el 25 de junio de 2011.

## Historia
Es la romana Forum Julii, de la que derivó el nombre del Friul. Se han encontrado restos pertenecientes al Paleolítico y Neolítico en las proximidades de la ciudad. Se han encontrado abundantes testimonios de la Edad de Hierro y de la cultura paleovéneta, sobre la que se impuso la civilización céltica a partir del siglo IV a. C.

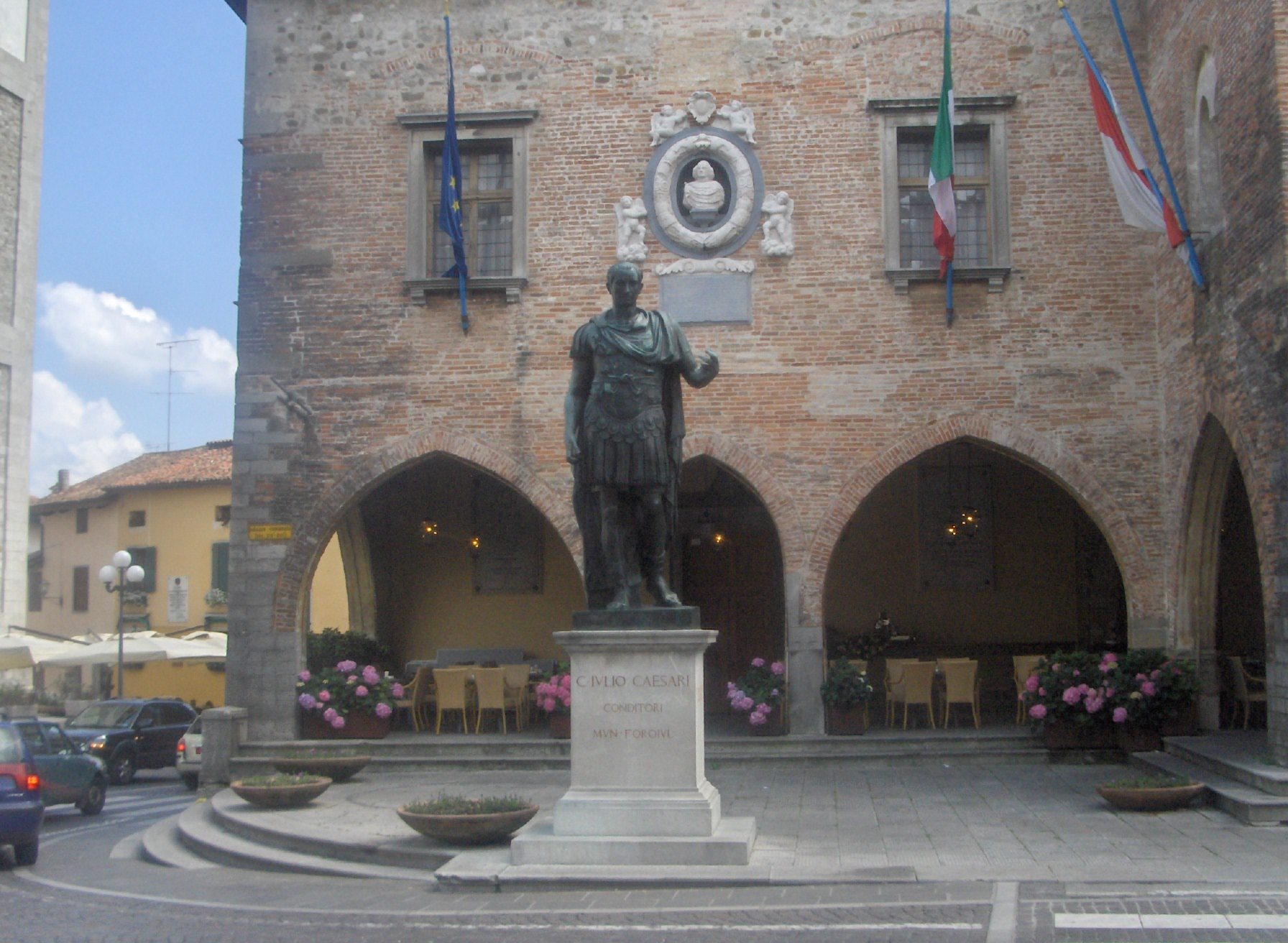
Estatua de Júlio César en Cividale.

En el año 50 a. C. Julio César derrotó a la tribu gala de los carnios. Los romanos fundaron un municipio que perteneció a la tribu Scaptia. Más tarde el pequeño municipio se convirtió en colonia. Las murallas de la ciudad romana se encuentran bajo las actuales murallas venecianas.
En el siglo V, después de que los ávaros destruyeron Zuglio y los hunos Aquilea, Cividale creció en número de habitantes e importancia estratégica.
Los longobardos llegaron en el siglo VII. Allí se estableció la primera capital del reino longobardo bajo el duque Gisulfo, nieto de Alboino. En el año 610, los ávaros destruyeron Cividale. La población resurgió con el nombre de Civitas Forumiuliana, con el significado de la ciudad del Friul.
En el año 737, durante el reino del longobardo Liutprando, se refugió en ella Calixto, el patriarca de Aquilea huyendo de las incursiones bizantinas. El obispo de Zuglio buscó también refugio tras las murallas de la ciudad, que pasó entonces a ser sede episcopal y Caput Venetiæ, heredando el título de Aquilea.
En el 739 albergó el concilio en el que se confirmó la indisolubilidad del matrimonio.
En 774, Carlomagno destruyó el reino de los longobardos y el Friul se convirtió primero en ducado y luego en marca. El duque del Friuli, Berengario, se convirtió primero en rey de Italia (888-924) y más tarde en emperador.
A partir del siglo IX, en los documentos la ciudad aparece como Civitas Avstriæ (Ciudad del Este), y de este nombre parece derivar el topónimo actual.
A partir del siglo XII es una ciudad libre y un mercado importante. En 1238 el patriarcado se trasladó a Údine. No obstante, la ciudad se convirtió en la ciudad más importante del Friul, hasta el punto en que en 1353 el emperador Carlos IV le concedió la apertura de una Universidad.
En 1419, asediada por los húngaros del rey Segismundo, la ciudad solicitó la ayuda de Venecia. A partir de entonces, y a lo largo de todo el siglo XV, la República de Venecia y el Sacro Imperio se disputaron la soberanía de Cividale. En 1509 la ciudad fue asediada por el duque de Brunswick al mando de un ejército imperial. Cividale consiguió resistir y al final de la guerra quedó bajo soberanía veneciana. Durante el periodo de dominación veneciana fue un importante centro de estudios.
En 1530, con la paz de Worms, perdió el castillo de Tolmin sobre el Isonzo y las minas de mercurio de Idrija. Poco después comenzaron las incursiones otomanas que la alcanzaron en varias ocasiones.
En 1797, por el Tratado de Campoformio entre Napoleón y Austria, Cividale pasó a formar parte del imperio de los Habsburgo. En 1815 el Congreso de Viena confirmó la pertenencia de la ciudad al imperio.
Cividale fue anexado al Reino de Italia, junto con el resto del Friul, en 1866, tras la tercera guerra de Independencia italiana.
Durante la Primera Guerra Mundial albergó el mando del ejército italiano durante las Doce Batallas del Isonzo. Finalmente fue ocupado por el ejército austriaco tras su victoria en Caporetto (Kobarid).

## Patrimonio
- Catedral de Santa María Assunta (siglos XV-XVI) reconstruida en 1453 tras un incendio en estilo renacentista por el arquitecto Pietro Lombardo da Carona. El Museo Cristiano en la nave sur, guarda esculturas de la iglesia original. Destaca el altar donado por Ratchis (alrededor de 730-740), duque longobardo del Friul y rey de Italia (737-744) con relieves de la vida de Cristo y una Natividad. El mismo museo alberga la pila bautismal del patriarca Callisto (737-756), octogonal, con un techo sustentado por pilastras y decorado con los símbolos de los evangelistas.
- El Puente del Diablo, construcción medieval, que une las dos partes de la ciudad divididas por el río Natisone.
- Hipogeo celta, excavado en el suelo. Posiblemente fue utilizado como mazmorra en tiempos romanos o longobardos.
- Oratorio de Santa Maria in Valle (templo longobardo) Compendio de arquitectura y escultura de la Alta Edad Media.

## Evolución demográfica
| Gráfica de evolución demográfica de Cividale del Friuli entre 1861 y 2001 |
|                                                                           |
| Fuente ISTAT - elaboración gráfica de Wikipedia                           |